# گابریل الونسو
گابریل الونسو (انگلیسی: Gabriel Alonso; ۹ نوامبر ۱۹۲۳ – ۱۹ نوامبر ۱۹۹۶) بازیکن فوتبال اهل اسپانیا بود.
از باشگاه‌هایی که در آن بازی کرده‌است می‌توان به باشگاه فوتبال رایو وایکانو، باشگاه فوتبال رئال مادرید، باشگاه فوتبال سلتاویگو، و باشگاه فوتبال مالاگا اشاره کرد.
وی همچنین در تیم‌های ملی فوتبال Spain B national football team و اسپانیا بازی کرده‌است.